# Platyja removens
Platyja removens là một loài bướm đêm trong họ Noctuidae.